# Stanislavovo náměstí
Stanislavovo náměstí (francouzsky Place Stanislas, hovorově place Stan'), je obrovské pěší náměstí v Nancy, nacházející se v Lotrinsku, Francie. Od roku 1983 je tento architektonický celek, zahrnující Place Stanislas a prodloužení jeho osy, Place de la Carrière a Place d'Alliance, na seznamu světového dědictví UNESCO.

## Historie
Náměstí bylo hlavním projektem městského plánu vytvořeného Stanislavem Leszczyńským, vévodou Lotrinska a bývalým králem Polska, jako spojka mezi středověkým starým městem Nancy a novým městem postaveným za vlády Karla III. v 17. století. Náměstí mohlo sloužit také jako place royale (královské náměstí) na počest jeho zetě, Ludvíka XV. Plán spojoval dvě již stojící vzhledné budovy, radnici, nyní umístěnou na svém vlastním velkém náměstí, a vládní budovu.
Náměstí a okolní budovy byly navrženy královským architektem Emmanuelem Héré de Corny (1705–1763). Výstavba začala v březnu 1752 a skončila v listopadu 1755. Barthélémy Guibal a Paul-Louis Cyfflé vytvořili bronzovou sochu Ludvíka XV., která stála uprostřed náměstí, dokud nebyla během revoluce odstraněna a nahrazena jednoduchou okřídlenou figurou. Náměstí bylo poté přejmenováno na Place du Peuple (náměstí Lidu) a později na Place Napoléon. V roce 1831 byla do středu umístěna bronzová Stanislavova socha a od té doby je náměstí známé jako Place Stanislas.
Náměstí odjakživa sloužilo pro veřejná shromáždění a slavnosti, během své historie ovšem podstoupilo několik významných úprav, dokonce sloužilo dlouhou dobu jako parkoviště (mezi lety 1958 až 1983). V letech 2004 a 2005 náměstí prošlo masivní restaurací, inspirovanou originálními plány z 18. století. Desetiměsíční projekt stál přibližně 9 milionů euro. Otevření nového Place Stanislas v květnu 2005 proběhlo u příležitosti oslavy 250. výročí vzniku náměstí.